# Eugenio Balzan
Eugenio Balzan (* 20. April 1874 in Badia Polesine; † 15. Juli 1953 in Lugano, Schweiz) war ein italienischer Journalist und Unternehmer.

## Leben
Eugenio Balzan hatte ursprünglich eine Ausbildung als Vermessungstechniker. Ab 1897 arbeitete er anfänglich als Korrektor, später als Journalist beim Corriere della Sera. Schon 1903 wurde er dessen Geschäftsführer und später Miteigentümer. 1933 verließ er Italien aus Widerstand gegen faschistische Kreise, welche die Unabhängigkeit des Corriere bedrohten. 
Bis 1950 lebte Eugenio Balzan in der Schweiz und kehrte dann nach Italien zurück. 1953 starb er während eines Aufenthalts in der Schweiz im Alter von 79 Jahren. Drei Jahre danach errichtete seine Tochter Angela Lina mit dem geerbten Vermögen die Internationale Balzan-Stiftung, die seit 1961 den Balzan-Preis an herausragende Wissenschaftler aus den Geisteswissenschaften und den Naturwissenschaften sowie Persönlichkeiten im Bereich Kunst und Kultur verleiht.